# Casa Arquer
La Casa Arquer és una obra del municipi de Cardedeu (Vallès Oriental) protegida com a bé cultural d'interès local.

## Descripció
És un habitatge de planta baixa i dos pisos amb façana a dos carrers. La planta baixa va ser totalment transformada per la Banca Catalana, restant-li força al conjunt, de caràcter modernista. La Joieria March va recuperar la façana original, que és la que es pot veure actualment.
Té capcer sinuós amb els típics florons amb cintes de l'etapa modernista raspalliana, que cauen a sobre de les llindes de les finestres del segon pis. Les finestres d'aquesta planta estan creuades per un fris de rajoles de colors. A sobre del fris i a sota del capcer hi ha un estucat en dibuixos amb la data de 1926, que no correspon a la data de construcció sinó a la de la reforma.

## Història
La casa Arquer fou construïda a principis de segle XX i encara que no sabem la data exacta suposem que Joaquim Raspall ja era arquitecte municipal (1904) de Cardedeu. Raspall desplegà una intensa activitat constructiva a la vila d'ençà aquest any. Per altra banda, la casa Arquer pertany a la xarxa de construccions que d'ençà l'última dècada del segle xix es fan a la vila els cardedeuencs establerts a Barcelona, que faran de Cardedeu una vila d'estiueig, transformant el seu caràcter i el traçat urbà. El 1926 el mateix arquitecte va reformar la façana.